# ICC World Twenty20 2010
Navigation
Édition précédente Édition suivante
L'ICC World Twenty20 de 2010 est la troisième édition du championnat du monde de cricket au format Twenty20. Elle est organisée du 30 avril au 16 mai 2010 dans les « Indes occidentales ». Comme lors de l'épreuve 2009, une compétition masculine et une compétition féminine sont organisées.
La compétition masculine est remportée par l'Angleterre en battant l'Australie mais la compétition féminine est remportée par l'Australie en battant la Nouvelle-Zélande.

## Organisation

### Stades
Les matches auront lieu dans quatre stades - la Barbade, le Guyana, Ste Lucie et Saint Kitts & Nevis.

## Équipes engagées

### Équipes masculines
Les groupes ont été annoncés le 5 juillet 2009.
| Poule A | Poule B                                           | Poule C                                           | Poule D                                                 |
| --- | ------------------------------------------------- | ------------------------------------------------- | ------------------------------------------------------- |
| - Pakistan (1) - Bangladesh (8) - Australie (9) | - Sri Lanka (2) - Nouvelle-Zélande (7) - Zimbabwe | - Afrique du Sud (3) - Inde (6) - Afghanistan (Q) | - Indes occidentales (4) - Angleterre (5) - Irlande (Q) |
| - 1 : classement déterminé en fonction des résultats lors de l'édition précédente - Q : équipe s'étant qualifiée pour cette compétition par le biais du tournoi de qualification |                                                   |                                                   |                                                         |

## Tournoi masculin

### Phase de poule
| Légende | Vic : victoires, Déf : défaites, PR : pas de résultat, Tie : tied matches, Pts : points, NRR : net run rate, A1 : affectation (prédeterminée) |

#### Groupe A
| Classement | Classement | Classement | Classement | Classement | Classement | Classement | Classement |
| Équipe     | Équipe     | Vic        | Déf        | PR         | Tie        | Pts        | NRR        |
| ---------- | ---------- | ---------- | ---------- | ---------- | ---------- | ---------- | ---------- |
| A1         | Australie  | 2          | 0          | 0          | 0          | 4          | +1.525     |
| A2         | Pakistan   | 1          | 1          | 0          | 0          | 2          | −0.325     |
| NQ         | Bangladesh | 0          | 2          | 0          | 0          | 0          | −1.200     |

| Rencontres | Rencontres                                   | Rencontres                              |
| Date       | Stade                                        | Résultat                                |
| ---------- | -------------------------------------------- | --------------------------------------- |
| 1er mai    | Beausejour Stadium, Gros Islet, Sainte-Lucie | Pakistan (172/3) - Bangladesh (151/7)   |
| 2 mai      | Beausejour Stadium, Gros Islet, Sainte-Lucie | Australie (191/10) - Pakistan (157/10)  |
| 5 mai      | Kensington Oval, Bridgetown, Barbade         | Australie (141/7) - Bangladesh (114/10) |

#### Groupe B
| Classement | Classement       | Classement | Classement | Classement | Classement | Classement | Classement |
| Équipe     | Équipe           | Vic        | Déf        | PR         | Tie        | Pts        | NRR        |
| ---------- | ---------------- | ---------- | ---------- | ---------- | ---------- | ---------- | ---------- |
| B2         | Nouvelle-Zélande | 2          | 0          | 0          | 0          | 4          | +0.428     |
| B1         | Sri Lanka        | 1          | 1          | 0          | 0          | 2          | +0.355     |
| NQ         | Zimbabwe         | 0          | 2          | 0          | 0          | 0          | −1.595     |

| Rencontres | Rencontres                             | Rencontres |
| Date       | Stade                                  | Résultat |
| ---------- | -------------------------------------- | --- |
| 30 avril   | Providence Stadium, Providence, Guyane | Sri Lanka (135/6) - Nouvelle-Zélande (139/8)                                                                  |
| 2 mai      | Providence Stadium, Providence, Guyane | Sri Lanka (173/7) - Zimbabwe (29/1) (Sri-Lanka a gagné en utilisant la Méthode Duckworth-Lewis)               |
| 3 mai      | Providence Stadium, Providence, Guyane | Zimbabwe (84/10) - Nouvelle-Zélande (36/1) (Nouvelle-Zélande a gagné en utilisant la Méthode Duckworth-Lewis) |

#### Groupe C
| Classement | Classement     | Classement | Classement | Classement | Classement | Classement | Classement |
| Équipe     | Équipe         | Vic        | Déf        | PR         | Tie        | Pts        | NRR        |
| ---------- | -------------- | ---------- | ---------- | ---------- | ---------- | ---------- | ---------- |
| C2         | Inde           | 2          | 0          | 0          | 0          | 4          | +1.495     |
| C1         | Afrique du Sud | 1          | 1          | 0          | 0          | 2          | +1.125     |
| NQ         | Afghanistan    | 0          | 2          | 0          | 0          | 0          | −2.446     |

| Rencontres | Rencontres                                   | Rencontres                                   |
| Date       | Stade                                        | Résultat                                     |
| ---------- | -------------------------------------------- | -------------------------------------------- |
| 1er mai    | Beausejour Stadium, Gros Islet, Sainte-Lucie | Afghanistan (115/8) - Inde (116/3)           |
| 2 mai      | Beausejour Stadium, Gros Islet, Sainte-Lucie | Inde (186/5) - Afrique du Sud (172/5)        |
| 5 mai      | Kensington Oval, Bridgetown, Barbade         | Afrique du Sud (139/7) - Afghanistan (80/10) |

#### Groupe D
| Classement | Classement         | Classement | Classement | Classement | Classement | Classement | Classement |
| Équipe     | Équipe             | Vic        | Def        | PR         | Tie        | Pts        | NRR        |
| ---------- | ------------------ | ---------- | ---------- | ---------- | ---------- | ---------- | ---------- |
| D2         | Indes occidentales | 2          | 0          | 0          | 0          | 4          | +2.780     |
| D1         | Angleterre         | 0          | 1          | 0          | 0          | 1          | −0.452     |
| NQ         | Irlande            | 0          | 1          | 1          | 0          | 1          | −3.500     |

| Rencontres | Rencontres                             | Rencontres |
| Date       | Stade                                  | Résultat |
| ---------- | -------------------------------------- | --- |
| 30 avril   | Providence Stadium, Providence, Guyane | Indes Occidentales (138/9) - Irlande (68/10)                                                                        |
| 1 mai      | Providence Stadium, Providence, Guyane | Angleterre (191/5) - Indes Occidentales (60/2) (Indes Occidentales a gagné en utilisant la Méthode Duckworth-Lewis) |
| 3 mai      | Providence Stadium, Providence, Guyane | Angleterre (120/8) - Irlande (14/1) (match abandonné)                                                               |

### Super 8
Le Super 8 est composé de deux groupes:le groupe E et le groupe F.Le groupe E est composé des équipes A1, B2, C1, D2 et le groupe F est composé des équipes A2, B1, C2, D1, where X1 is the first seed from Group X and X2 is the second seed from Group X. The seedings are based on performance in the last ICC T20 (2007). If a non-seeded team knocks out a seeded team, the non-seeded team inherits the seed of the team it knocked out.
| Légende | Vic : victoires, Déf : défaites, PR : pas de résultat, Tie : tied matches, Pts : points, NRR : net run rate |

#### Groupe E
| Classement       | Classement | Classement | Classement | Classement | Classement | Classement | Classement |
| Équipe           | Équipe     | Vic        | Déf        | PR         | Tie        | Pts        | NRR        |
| ---------------- | ---------- | ---------- | ---------- | ---------- | ---------- | ---------- | ---------- |
| Angleterre       |            | 3          | 0          | 0          | 0          | 6          | +0.962     |
| Pakistan         |            | 1          | 2          | 0          | 0          | 2          | +0.041     |
| Nouvelle-Zélande |            | 1          | 2          | 0          | 0          | 2          | −0.373     |
| Afrique du Sud   |            | 1          | 2          | 0          | 0          | 2          | −0.617     |

| Rencontres | Rencontres                                   | Rencontres                                        |
| Date       | Stade                                        | Résultat                                          |
| ---------- | -------------------------------------------- | ------------------------------------------------- |
| 6 mai      | Kensington Oval, Bridgetown, Barbade         | Pakistan (147/9) - Angleterre (148/4)             |
| 6 mai      | Kensington Oval, Bridgetown, Barbade         | Afrique du Sud (170/4) - Nouvelle-Zélande (157/7) |
| 8 mai      | Kensington Oval, Bridgetown, Barbade         | Pakistan (132/7) - Nouvelle-Zélande (133/7)       |
| 8 mai      | Kensington Oval, Bridgetown, Barbade         | Angleterre (168/7) - Afrique du Sud (129/10)      |
| 10 mai     | Beausejour Stadium, Gros Islet, Sainte-Lucie | Pakistan (148/7) - Afrique du Sud (137/7)         |
| 10 mai     | Beausejour Stadium, Gros Islet, Sainte-Lucie | Nouvelle-Zélande (149/6) - Angleterre (153/7)     |

#### Groupe F
| Classement         | Classement | Classement | Classement | Classement | Classement | Classement | Classement |
| Équipe             | Équipe     | Vic        | Déf        | PR         | Tie        | Pts        | NRR        |
| ------------------ | ---------- | ---------- | ---------- | ---------- | ---------- | ---------- | ---------- |
| Australie          |            | 3          | 0          | 0          | 0          | 6          | +2.733     |
| Sri Lanka          |            | 2          | 1          | 0          | 0          | 4          | −0.333     |
| Indes occidentales |            | 1          | 2          | 0          | 0          | 2          | −1.281     |
| Inde               |            | 0          | 3          | 0          | 0          | 0          | −1.117     |

| Rencontres | Rencontres                                   | Rencontres                                      |
| Date       | Stade                                        | Résultat                                        |
| ---------- | -------------------------------------------- | ----------------------------------------------- |
| 7 mai      | Kensington Oval, Bridgetown, Barbade         | Australie (184/5) - Inde (135/10)               |
| 7 mai      | Kensington Oval, Bridgetown, Barbade         | Sri Lanka (195/3) - Indes occidentales (138/8)  |
| 9 mai      | Kensington Oval, Bridgetown, Barbade         | Inde (155/9) - Indes occidentales (169/6)       |
| 9 mai      | Kensington Oval, Bridgetown, Barbade         | Sri Lanka (87/10) - Australie (168/5)           |
| 11 mai     | Beausejour Stadium, Gros Islet, Sainte-Lucie | Sri Lanka (167/5) - Inde (163/5)                |
| 11 mai     | Beausejour Stadium, Gros Islet, Sainte-Lucie | Indes occidentales (105/10) - Australie (109/4) |

### Phase finale
|              | Date   | Stade                                        | Résultat                               |
| ------------ | ------ | -------------------------------------------- | -------------------------------------- |
| Demi-finales | 13 mai | Beausejour Stadium, Gros Islet, Sainte-Lucie | Angleterre (132/3) - Sri Lanka (128/6) |
| Demi-finales | 14 mai | Beausejour Stadium, Gros Islet, Sainte-Lucie | Australie (197/7) - Pakistan (191/6)   |
| Finale       | 16 mai | Kensington Oval, Bridgetown, Barbade         | Angleterre (148/3) - Australie (147/6) |

## Couverture médias
| Pays/Continent     | Diffuseur(s)                                        |
| ------------------ | --------------------------------------------------- |
| Australie          | Fox Sports, Mostly Australia matches: Nine Network  |
| Afrique            | SABC                                                |
| Bangladesh         | Télé Bangladesh                                     |
| Singapour          | Star Cricket                                        |
| Indes Occidentales | Caribbean Media Corporation                         |
| Canada             | Asian Television Network                            |
| Europe             | Eurosport2                                          |
| Chine              | ESPN Star Sports                                    |
| Inde               | ESPN Star Sports, Mostly India matches: DD National |
| Jamaïque           | Television Jamaica                                  |
| Moyen-Orient       | Arab Radio and Television Network                   |
| Fidji              | Fiji TV                                             |
| Nouvelle-Zélande   | Sky Sport                                           |
| Iles Pacifiques    | Sky Pacific                                         |
| Pakistan           | GEO Super, Société Télé Pakistan                    |
| Afrique du Sud     | Supersport, Sabc3 Sport                             |
| Sri Lanka          | Rupavahini                                          |
| Royaume-Uni        | Sky Sports, BBC                                     |
| Irlande            | Sky Sports, BBC                                     |
| USA                | DirecTV                                             |

### Radio
| Pays               | Radio                       |
| ------------------ | --------------------------- |
| Australie          | ABC Local Radio             |
| Royaume-Uni        | BBC Radio                   |
| Inde               | All India Radio             |
| Indes occidentales | Caribbean Media Corporation |
| Bangladesh         | Bangladesh Betar            |
| Canada             | EchoStar                    |
| Amérique centrale  | EchoStar                    |
| Irlande            | BBC Radio                   |